# 2425 Shenzhen
2425 Shenzhen eller 1975 FW är en asteroid i huvudbältet som upptäcktes den 17 mars 1975 av Purple Mountain-observatoriet i Nanjing, Kina. Den är uppkallad efter den kinesiska staden Shenzhen.
Asteroiden har en diameter på ungefär 18 kilometer och den tillhör asteroidgruppen Eos.